# Tunturi

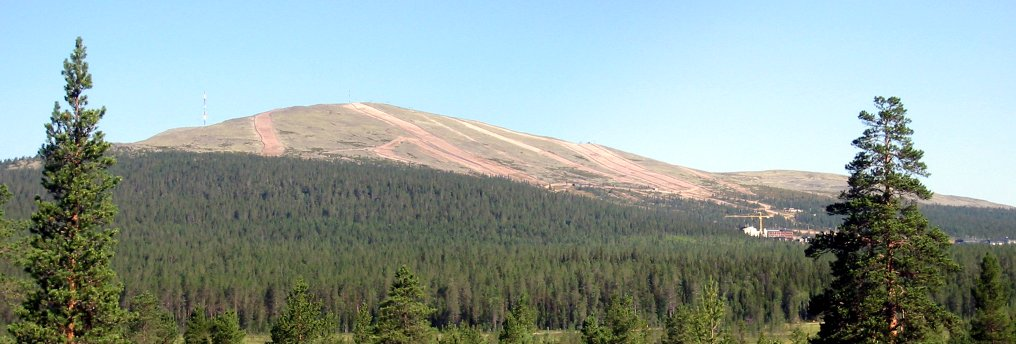
Yllästunturi, Finlandia.

Tunturi es un término finés que designa una montaña redondeada característica de Fennoscandia. Tunturi, que es de origen sami y significa tundra, se traduce en danés por fjeld,  en inglés por fell y en sueco por fjäll, y proviene del nórdico antiguo fjall, que significa «montaña». La roca de estos relieves, muy antigua y muy dura (cuarcita, granulita, etc.) les ha permitido resistir las glaciaciones mientras que las rocas más blandas han quedado totalmente erosionadas.
Los picos surgidos de las cadenas más antiguas, como las Carélidas, surgen en general como colinas o grupos de colinas aisladas de poca altitud (400-700 m), pero notables en un paisaje por lo demás muy plano (como en Finlandia).  Además, una variación de unos pocos grados ligada a la altitud a menudo es suficiente para que la tundra cubra la cumbre mientras que los flancos son boscosos.
Los picos surgidos de las cadenas más recientes, en la ocurrencia de los Alpes escandinavos, son más elevados y relativamente agrupados. Por eso, cuando un noruego utiliza la palabra fjell  para referirse a una montaña de 2000 m (o incluso a una simple montaña, independientemente de su origen geológico), un tunturi evocará principalmente para un finlandés una colina poco elevada y aislada característica de Laponia.
La palabra es muy difícil de traducir, ya que depende en gran medida de la geografía del país que lo utiliza, y por eso se ha introducido en el glosario de geomorfología internacional.